# Municipal home rule
Municipal home rule etablerades i USA under tidigt 1900-tal. Den möjliggör för väljare att rösta fram en stadga för ortens självstyre som fungerar som styrande dokument för frågor av lokal karaktär utan att förändra den statliga lagens bestämmande över bredare frågor. Målet med ortenss självstyre är att underlätta lokal styrning och minimera statliga ingripanden i lokal angelägenheter 